# Antoine Semenyo
Antoine Serlom Semenyo (ur. 7 stycznia 2000 w Londynie) – ghańsko-angielski piłkarz, grający na pozycji napastnika. Od 2023 jest zawodnikiem klubu Bournemouth, reprezentant Ghany. Uczestnik Mistrzostw Świata 2022 oraz Pucharu Narodów Afryki 2023.

## Kariera klubowa
Swoją karierę piłkarską Semenyo rozpoczął w klubie Bristol City. W 2017 roku awansował do kadry pierwszej drużyny i zaraz potem został z wypożyczony do szóstoligowego Bath City. W 2018 wrócił do Bristol City i 6 maja 2018 zadebiutował w nim w EFL Championship w przegranym 2:3 domowym meczu z Sheffield United. W sezonie 2018/2019 wypożyczono go do Newport County, grającego w EFL League Two. Po sezonie wrócił do Bristol City. Wiosną 2020 przebywał na wypożyczeniu w Sunderlandzie grającym w EFL League One. Zawwodnikiem Bristolu był do stycznia 2023.
W styczniu 2023 Semenyo przeszedł za 10 milionów funtów do Bournemouth, grającego w Premier League. Swój debiut w nim zaliczył 4 kwietnia 2023 w przegranym 0:2 domowym meczu z Brighton & Hove Albion.
| Sezon   | Klub           | Kraj   | Rozgrywki             | Mecze | Bramki |
| ------- | -------------- | ------ | --------------------- | ----- | ------ |
| 2017/18 | Bath City      | Anglia | National League South | 14    | 3      |
| 2017/18 | Bristol City   | Anglia | EFL Championship      | 1     | 0      |
| 2018/19 | Newport County | Walia  | EFL League Two        | 21    | 3      |
| 2018/19 | Bristol City   | Anglia | EFL Championship      | 4     | 0      |
| 2019/20 | Bristol City   | Anglia | EFL Championship      | 9     | 0      |
| 2019/20 | Sunderland     | Anglia | EFL League One        | 7     | 0      |
| 2020/21 | Bristol City   | Anglia | EFL Championship      | 44    | 2      |
| 2021/22 | Bristol City   | Anglia | EFL Championship      | 31    | 8      |
| 2022/23 | Bristol City   | Anglia | EFL Championship      | 23    | 6      |
| 2022/23 | Bournemouth    | Anglia | Premier League        | 11    | 1      |

## Kariera reprezentacyjna
W reprezentacji Ghany Semenyo zadebiutował 1 czerwca 2022 w wygranym 3:0 meczu kwalifikacji do Pucharu Narodów Afryki 2023 z Madagaskarem, rozegranym w Cape Coast. W 2024 roku powołano go do kadry na Puchar Narodów Afryki 2023. Rozegrał w nim trzy mecze grupowe: z Republiką Zielonego Przylądka (1:2), z Egiptem (2:2) i z Mozambikiem (2:2).